# سكواش أف أس
سكواش أف أس هو نظام ملفات مضغوط للقراءة فقط لنظام الملفات في لينكس. Squashfs يضغط الملفات ومؤشرات الفهرسة والأدلة، ويدعم أحجام كتلة من 4 كيلوبايت تصل إلى 1 ميغابايت لمزيد من الضغط. يتم دعم العديد من خوارزميات الضغط. Squashfs هو أيضًا اسم البرمجيات الحرة، المرخصة بموجب رخصة جنو العمومية، للوصول إلى أنظمة ملفات Squashfs.
ويهدف Squashfs لاستخدام نظام الملفات للقراءة فقط العام وفي مقيدة كتلة جهاز أنظمة الذاكرة (مثل أنظمة المدمجة ) حيث انخفاض النفقات العامة هو المطلوب.

## التاريخ
تم الحفاظ على Squashfs في البداية كملصق لينكس خارج الشجرة. تم إصدار الإصدار الأولي 1.0 في 23 أكتوبر 2002.  في عام 2009 تم دمج Squashfs في Linux mainline كجزء من Linux 2.6.29.   في هذه العملية، تمت إزالة رمز التوافق مع الإصدارات السابقة بالتنسيقات القديمة. ومنذ ذلك الحين، تم الحفاظ على رمز مساحة الكيرنيل Squashfs في شجرة لينكس الرئيسية، في حين تظل أدوات مساحة المستخدم في صفحة Sourceforge للمشروع. 
أضاف Linux kernel 2.6.35 دعمًا لسمات الملفات الموسعة. 